# Rileyopsis peyerimhoffi
Rileyopsis peyerimhoffi är en insektsart som beskrevs av De Bergevin 1917. Rileyopsis peyerimhoffi ingår i släktet Rileyopsis och familjen sköldstritar. Inga underarter finns listade i Catalogue of Life.